# ベン・デイヴィス (撮影監督)
ベン・デイヴィス（Ben Davis, BSC, 1962年 - ）は、イングランドの撮影監督。

## 人物
マシュー・ヴォーンが監督・製作した映画の多くに参加している。 著名な参加作品に『キック・アス』（2010年）、『ハンニバル・ライジング』（2007年）、『スターダスト』（2007年）、『レイヤー・ケーキ』（2004年）がある。『ジョジョ・ラビット』タイトルロールで知られるローマン・グリフィン・デイヴィスは実の息子である。

## キャリア
映像機器会社のサミュエルサンズ・カメラ・ハウスでキャリアが始まる。コマーシャルや長編映画に携わり、ビリー・ウィリアムズ、ダグラス・スローカム、ロジャー・ディーキンスらと仕事をした。初めて撮影監督を務めた作品は2002年のイギリス映画『ミランダ』であった。

## フィルモグラフィ
- ミランダ Miranda (2002)
- レイヤー・ケーキ Layer Cake (2004)
- 四角い恋愛関係 Imagine Me & You (2005)
- ハンニバル・ライジング Hannibal Rising (2007)
- スターダスト Stardust (2007)
- Virgin Territory (2007)
- ブローン・アパート Incendiary (2008)
- サブリミナル Franklyn (2008)
- キック・アス Kick-Ass (2010)
- タマラ・ドゥルー〜恋のさや当て〜 Tamara Drewe (2010)
- ザ・ライト -エクソシストの真実- The Rite (2011)
- ペイド・バック The Debt (2011)
- マリーゴールド・ホテルで会いましょう The Best Exotic Marigold Hotel (2012)
- タイタンの逆襲 Wrath of the Titans (2012)
- セブン・サイコパス Seven Psychopaths (2012)
- I Give It a Year (2013)
- ガーディアンズ・オブ・ギャラクシー Guardians of the Galaxy (2014)
- 幸せになるための5秒間 A Long Way Down (2014)
- リピーテッド Before I Go to Sleep (2014)
- アベンジャーズ/エイジ・オブ・ウルトロン Avengers: Age of Ultron (2015)
- ベストセラー 編集者パーキンズに捧ぐ Genius (2016)
- ドクター・ストレンジ Doctor Strange (2016)
- スリー・ビルボード Three Billboards Outside Ebbing, Missouri (2017)
- キャプテン・マーベル Captain Marvel（2019）
- ダンボ Dumbo（2019）
- クライ・マッチョ Cry Macho (2021)
- エターナルズ Eternals (2021)
- キングスマン:ファースト・エージェント The King's Man (2021)
- 僕の巡査 My Policeman (2022)
- イニシェリン島の精霊 The Banshees of Inisherin (2022)
- クレイヴン・ザ・ハンター Kraven the Hunter (2024)